# Goffredo di Ragusa
Goffredo I d'Altavilla Conte di Ragusa (... – 1120) è stato un politico e cavaliere normanno.

## Biografia
Goffredo fu escluso da ogni rivendicazione ereditaria forse perché figlio illegittimo oppure, se nato dal matrimonio con Eremburga, seconda moglie di Ruggero, perché affetto da malattia disonorante. Secondo il Malaterra, Goffredo era malato di morbus elephantinus, per cui probabilmente non successe al trono e rinunciò volontariamente ad esso a causa del grave male che lo vedeva sofferente.
Il padre gli concesse la città di Ragusa come contea probabilmente nel 1091, quando il gran Conte transitò nel luglio di quell'anno attraverso il ragusano per imbarcarsi a Capo Scalambri per la conquista di Malta.
Goffredo fu tra i più intimi famigliari del padre, in vari documenti emanati sin dai tempi dello sbarco a Messina lo si vede sempre fra i firmatari. Interessante è la frase del diploma del 1094 dove Ruggero lo chiama oltre che filio anche haerede meo: dopo la morte del figlio primogenito e illegittimo Giordano, Ruggero aveva deciso comunque di nominarlo erede al trono, probabilmente perché non poteva contare in quel momento su altri discendenti maschi.

## Cultura e religione
Goffredo si preoccupò di ripristinare immediatamente il culto cristiano, che dal dominio arabo era stato del tutto trascurato, e innalzò la chiesa di San Giorgio, santo protettore della stirpe normanna e l'adornò in maniera superba. Purtroppo di tale chiesa non rimangono che dei resti, chiamato portale di San Giorgio, a causa del terremoto del 1693.  
Ricevette speciali privilegi nella gestione del feudo, godeva infatti della competenza feudale e ne percepiva le rendite oltre soprattutto al fatto di poter amministrare la giustizia sia civile che criminale, un privilegio dato solo a pochi vassalli. Secondo le testimonianze dell'epoca, Goffredo dimorava nell'antico Castello di Ragusa Ibla che assomigliava ad una vera reggia, tanta era la magnificenza quasi regale che vi si sfoggiava, anche per gli uffici posti che avevano competenze simili a quelli della corte reale. Goffredo amministrò la contea in maniera saggia, suddividendo le terre e dandole in enfiteusi.
Secondo la tradizione, vi fece trasferire una colonia di cosentini, che si insediarono alle pendici dell'altopiano, fuori le mura cittadine.

## Discendenza
Ebbe in moglie Regalia o Rogasia, della quale si ignora il casato, anche se molti storici sostengono la provenienza longobarda. Da lei ebbe quattro figli:
- Bartolomeo, secondo Conte di Ragusa, morto senza prole
- Silvestro, 3º Conte di Ragusa e 1º Conte di Marsico
- Goffredo-Roberto
- Airolda, una delle cinque mogli ripudiate da Re Ruggero

## Ascendenza
|                      |   |                         | Genitori                 |  |  | Nonni |  |  | Bisnonni |  |  | Trisnonni |  |
|                      |   |                         |                          |  |  |       |  |  | …        |  |  | …         |  |
|                      |   |                         |                          |  |  |       |  |  | …        |  |  | …         |  |
|                      |   | …                       |                          |  |  |       |  |  | …        |  |  |           |  |
| Tancredi d'Altavilla |   |                         |                          |  |  |       |  |  | …        |  |  |           |  |
|                      |   | …                       | …                        |  |  |       |  |  |          |  |  |           |  |
|                      |   | …                       | …                        |  |  |       |  |  |          |  |  |           |  |
|                      |   | …                       | …                        |  |  |       |  |  |          |  |  |           |  |
| Ruggero I di Sicilia |   | …                       |                          |  |  |       |  |  |          |  |  |           |  |
|                      |   | Riccardo I di Normandia | Guglielmo I di Normandia |  |  |       |  |  |          |  |  |           |  |
|                      |   | Riccardo I di Normandia | Guglielmo I di Normandia |  |  |       |  |  |          |  |  |           |  |
|                      |   | Riccardo I di Normandia | Sprota                   |  |  |       |  |  |          |  |  |           |  |
| Fresenda             |   | Riccardo I di Normandia |                          |  |  |       |  |  |          |  |  |           |  |
|                      |   | …                       | …                        |  |  |       |  |  |          |  |  |           |  |
|                      |   | …                       | …                        |  |  |       |  |  |          |  |  |           |  |
|                      |   | …                       | …                        |  |  |       |  |  |          |  |  |           |  |
| Goffredo di Ragusa   |   | …                       |                          |  |  |       |  |  |          |  |  |           |  |
|                      | … | …                       |                          |  |  |       |  |  |          |  |  |           |  |
|                      | … | …                       |                          |  |  |       |  |  |          |  |  |           |  |
|                      | … | …                       |                          |  |  |       |  |  |          |  |  |           |  |
| …                    | … |                         |                          |  |  |       |  |  |          |  |  |           |  |
|                      |   | …                       | …                        |  |  |       |  |  |          |  |  |           |  |
|                      |   | …                       | …                        |  |  |       |  |  |          |  |  |           |  |
|                      |   | …                       | …                        |  |  |       |  |  |          |  |  |           |  |
|                      |   | …                       |                          |  |  |       |  |  |          |  |  |           |  |
|                      |   | …                       | …                        |  |  |       |  |  |          |  |  |           |  |
|                      |   | …                       | …                        |  |  |       |  |  |          |  |  |           |  |
|                      |   | …                       | …                        |  |  |       |  |  |          |  |  |           |  |
| …                    |   | …                       |                          |  |  |       |  |  |          |  |  |           |  |
|                      |   | …                       | …                        |  |  |       |  |  |          |  |  |           |  |
|                      |   | …                       | …                        |  |  |       |  |  |          |  |  |           |  |
|                      |   | …                       | …                        |  |  |       |  |  |          |  |  |           |  |
|                      |   | …                       |                          |  |  |       |  |  |          |  |  |           |  |

### Fonti
- "La Città Di Ragusa" (storia), su danilo.sitoweb.net. URL consultato il 15 aprile 2019 (archiviato dall'url originale il 24 luglio 2011).